# Psapharochrus luctuosus
Psapharochrus luctuosus là một loài bọ cánh cứng trong họ Cerambycidae.